# Caderzone Terme
Caderzone Terme (Cadärción o Cadarciùn nella parlata locale) è un comune italiano di 694 abitanti della provincia di Trento in Trentino-Alto Adige. È attraversato dal fiume Sarca ed è situato nella Val Rendena.
Nel centro del paese è situato uno stabilimento termale alimentato da una sorgente di acqua ferruginosa, detta acqua forte, posta a monte del centro abitato.

Buona parte del territorio in quota di Caderzone Terme, comprendente i laghi di San Giuliano e Garzonè, le malghe Campo e San Giuliano, è incluso nel perimetro del parco naturale Adamello-Brenta, la più estesa area protetta del Trentino.

## Storia
Nel 1928, durante il periodo fascista, il comune di Caderzone insieme a quello di Bocenago, è stato soppresso ed aggregato a quello di Strembo. Successivamente, nel 1947 tutti i comuni sono stati ricostituiti e tornati ad essere autonomi.

### Simboli
Lo stemma e il gonfalone sono stati approvati con D.G.P. del 29 luglio 1988 n. 8726.
Stemma
Lo stemma ricorda il blasone della famiglia Bertelli "di Monte Giglio" che nel 1560 successe ai Lodron in Caderzone.
Gonfalone

## Monumenti e luoghi d'interesse

### Architetture religiose
- Eremo di San Giuliano
- Chiesa di San Biagio: la chiesa fu documentata la prima volta nel 1361 e consacrata nel 1454. L'edificio recente è stato costruito nel 1854 e consacrato nel 1869.
- Cappella di Sant'Antonio da Padova: costruita nel 1677 per volontà di don Gian Giacomo Bertelli, come cappella privata del suo palazzo di famiglia (nel quale è incorporata).

### Architetture civili
- Palazzo Lodron Bertelli: risalente al XIV secolo, costruito dalla famiglia Lodron Bertelli, signori di Caderzone e Ossana.

### Musei
- Museo della malga: situato nel centro del paese, presso il palazzo Lodron Bertelli, fa rivivere l'ambiente della malga, del pascolo e dell'agricoltura di montagna, mostrando i vari oggetti antichi utilizzati dai contadini, malgari, casari e allevatori, nonché vestiti e oggetti "da casa".

### Aree naturali
Sui monti del territorio di Caderzone sono presenti 4 laghi alpini: il Lago d'Amola, il lago di Vacarsa e i laghi di Garzonè e San Giuliano, dove si pesca il salmerino. in Val Genova è presente una diga per produrre elettricità sotto il comune di Caderzone. Sono presenti anche varie malghe: Malga Campo, Malga San Giuliano, Malga Garzonè e Malga Campastril.

## Società

### Evoluzione demografica
Abitanti censiti

## Cultura
Caderzone è tra i sei paesi trentini ai quali è stato assegnato il marchio Bandiera arancione del Touring Club Italiano.
A Caderzone c'è una banda musicale, la Banda Comunale di Caderzone Terme, rifondata nel 1992 ma con origini risalenti al 1853.

### Manifestazioni
Tra le feste e ricorrenze religiose più sentite troviamo il 3 febbraio la sagra di San Biagio con la processione e il "filò di San Biagio", momento di ritrovo per i paesani, la processione per la festa del Corpus Domini e la sagra di San Giuliano festeggiata l'ultima domenica di luglio. Il primo fine settimana di agosto si svolge la festa dell'agricoltura, dedicata ai bovini di razza Rendena e ai vecchi mestieri praticati dai contadini, con tanto di sfilata di animali, trattori, bande musicali e alla domenica sera un grande falò.

### Cucina
I caderzonesi che emigravano nel Mantovano nei mesi invernali portarono a Caderzone le tecniche per realizzare i salumi, adattandone le ricette ai gusti locali, ad esempio con un ampio uso di aglio. Alcuni di questi sono tutelati come prodotti agroalimentari tradizionali: il cacciatore nostrano all'aglio di Caderzone, la pancetta nostrana all'aglio di Caderzone, il salame all'aglio di Caderzone e la salamella fresca all'aglio di Caderzone. Per le sagre è usanza preparare in casa la torta di erbe seguendo una ricetta originale.

## Amministrazione
| Periodo          | Periodo          | Primo cittadino | Partito                            | Carica  | Note |
| ---------------- | ---------------- | --------------- | ---------------------------------- | ------- | ---- |
| 4 giugno 1995    | 16 maggio 2010   | Maurizio Polla  | lista civica Insieme per Caderzone | Sindaco |      |
| 17 maggio 2010   | 14 novembre 2015 | Emilio Mosca    | lista civica                       | Sindaco |      |
| 15 novembre 2015 | in carica        | Marcello Mosca  | lista civica Gente comune          | Sindaco |      |

### Gemellaggi
- Weißbach bei Lofer[senza fonte]
- Sassofeltrio[senza fonte]

### Altre informazioni amministrative
Dal 2006, dopo un referendum comunale, il comune ha aggiunto il termine Terme alla denominazione Caderzone.

## Sport
La squadra di calcio a 11 maschile di Caderzone è denominata U.S. Tre P Val Rendena e gioca nel campionato di Seconda Categoria trentina.
Ogni anno ai primi di settembre si teneva la "24H Val Rendena - Memorial Giorgio Ducoli", 24 ore in sella alla bicicletta attraversando Caderzone, Bocenago e Strembo.
Inoltre fuori paese sono presenti un campo da calcio sintetico, 2 campetti minori, un campo da basket, un laghetto dove si può pescare e un ampio campo da golf.